# Farblosigkeit
Als farblos wird bezeichnet, was kein Licht absorbiert und somit keine Farbe hat. Es liegt also Materie vor, die nicht  mit elektromagnetischer Strahlung im sichtbaren (VIS-) Bereich wechselwirkt.

## Sprachgebrauch
Der Begriff Farblosigkeit besitzt im Deutschen eine doppelte Bedeutung:
1. Farblosigkeit im eigentlichen Wortsinn meint, es ist kein Farbstoff (färbende Substanz oder Oberfläche) vorhanden. Üblicherweise wird eine weiße Fläche als „farblos“ bezeichnet, obwohl dies für ungefärbte, also durchsichtige Dinge stehen sollte. Fensterglas ist in dieser Hinsicht farblos. Fensterglas ist so aufgebaut, dass möglichst alles sichtbare Licht durchtritt, es hat also keine Färbung und keine Filterwirkung.
2. Andererseits ist Farbe eine visuelle Sehqualität, die auf der Farbsättigung beruht. Korrekt, wenn auch im täglichen Sprachgebrauch ungewohnt, ist in diesem Sinne der Begriff unbunt statt farblos. Unbuntfarben sind die neutralen Grautöne ohne Farbstich, also die ‚farb‘losen. Der Umfang der Unbuntfarben reicht vom dunkelsten Schwarz bis zum hellsten Weiß. Die nicht neutralen Farbtöne, also solche mit einem Farbstich, gehören begrifflich dann zu den bunten Farbtönen. Beispielsweise ist Taubengrau ein blaustichiges Grau.

## Farbloses Blütenweiß
Das sprichwörtliche Blütenweiß beziehen Menschen mit ihrer Farbwahrnehmung auf die weiße Blüte, auch wenn diese eigentlich „farblos“ (ohne Farbstich) ist, im Falle, dass es ein ideales Blütenweiß sein soll. 
Andererseits ist die weiße Blüte für Insekten durchaus in der Wahrnehmung unterscheidbar, zumindest wenn diese Gattung im UV wahrnimmt und die weiße Blüte unterhalb von 400 nm absorbiert. Genannt sei die „lästige“ Wespe, die im Sommer das blütenweiße T-Shirt attackiert, weil sie „farbliche Unterschiede“ sieht. Unbeachtet mag bleiben, dass sie auch auf Duftspuren des Waschmittels reagiert. 